# Cino (nome)
Cino  è un nome proprio di persona italiano maschile.

## Varianti
- Femminili: Cina[1][2]

## Origine e diffusione
Di tradizione medievale, risulta dall'abbreviazione di vari altri nomi quali Guittoncino (come nel caso del poeta Cino da Pistoia), Leoncino, Lupicino, Rinuccino, Simoncino, Felicino, Ursicino, e via dicendo.
Negli anni Settanta, se ne contavano in Italia circa cinquecento occorrenze, più altre trecento della forma femminile, in gran parte accentrate in Toscana e per il resto disperse nel Settentrione.

## Onomastico
Il nome è adespota, non essendovi santi che lo abbiano portato; l'onomastico può essere eventualmente festeggiato il 1º novembre per la ricorrenza di Ognissanti, o lo stesso giorno di uno dei nomi di cui costituisce un'abbreviazione.

## Persone

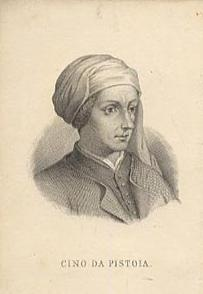
Cino da Pistoia

- Cino da Pistoia, poeta e giurista italiano
- Cino Boccazzi, scrittore e alpinista italiano
- Cino Bozzetti, pittore, incisore e acquarellista italiano
- Cino Cinelli, ciclista su strada e imprenditore italiano
- Cino Del Duca, imprenditore, editore, produttore cinematografico e filantropo italiano
- Cino Macrelli, avvocato, giornalista e politico italiano
- Cino Moscatelli, partigiano e politico italiano
- Cino Ricci, velista e telecronista sportivo italiano
- Cino Rinuccini, poeta italiano
- Cino Tortorella, conduttore televisivo e autore televisivo italiano
- Cino Vitta, giurista e accademico italiano
- Cino Zucchi, architetto e professore universitario italiano

## Il nome nelle arti
- Cino (Tim Tyler nell'originale inglese) è un personaggio della serie a fumetti Cino e Franco di Lyman Young.